# Quincy (Califòrnia)
Quincy és una concentració de població designada pel cens dels Estats Units a l'estat de Califòrnia. Segons el cens del 2009 tenia 1.954 habitants.

## Demografia
Segons el cens del 2000, Quincy tenia 1.879 habitants, 858 habitatges, i 479 famílies. La densitat de població era de 171,1 habitants/km².
Dels 858 habitatges en un 27,3% hi vivien nens de menys de 18 anys, en un 40,2% hi vivien parelles casades, en un 12,7% dones solteres, i en un 44,1% no eren unitats familiars. En el 38,7% dels habitatges hi vivien persones soles el 13,8% de les quals corresponia a persones de 65 anys o més que vivien soles. El nombre mitjà de persones vivint en cada habitatge era de 2,13 i el nombre mitjà de persones que vivien en cada família era de 2,79.
Per edats la població es repartia de la següent manera: un 23,9% tenia menys de 18 anys, un 8,6% entre 18 i 24, un 24,3% entre 25 i 44, un 25,8% de 45 a 60 i un 17,4% 65 anys o més.
L'edat mediana era de 41 anys. Per cada 100 dones de 18 o més anys hi havia 87,2 homes.
La renda mediana per habitatge era de 30.508 $ i la renda mediana per família de 40.536 $. Els homes tenien una renda mediana de 38.438 $ mentre que les dones 27.411 $. La renda per capita de la població era de 19.944 $. Entorn del 5,1% de les famílies i l'11,1% de la població estaven per davall del llindar de pobresa.

## Poblacions més properes
El següent diagrama mostra les poblacions més properes.